# Becán

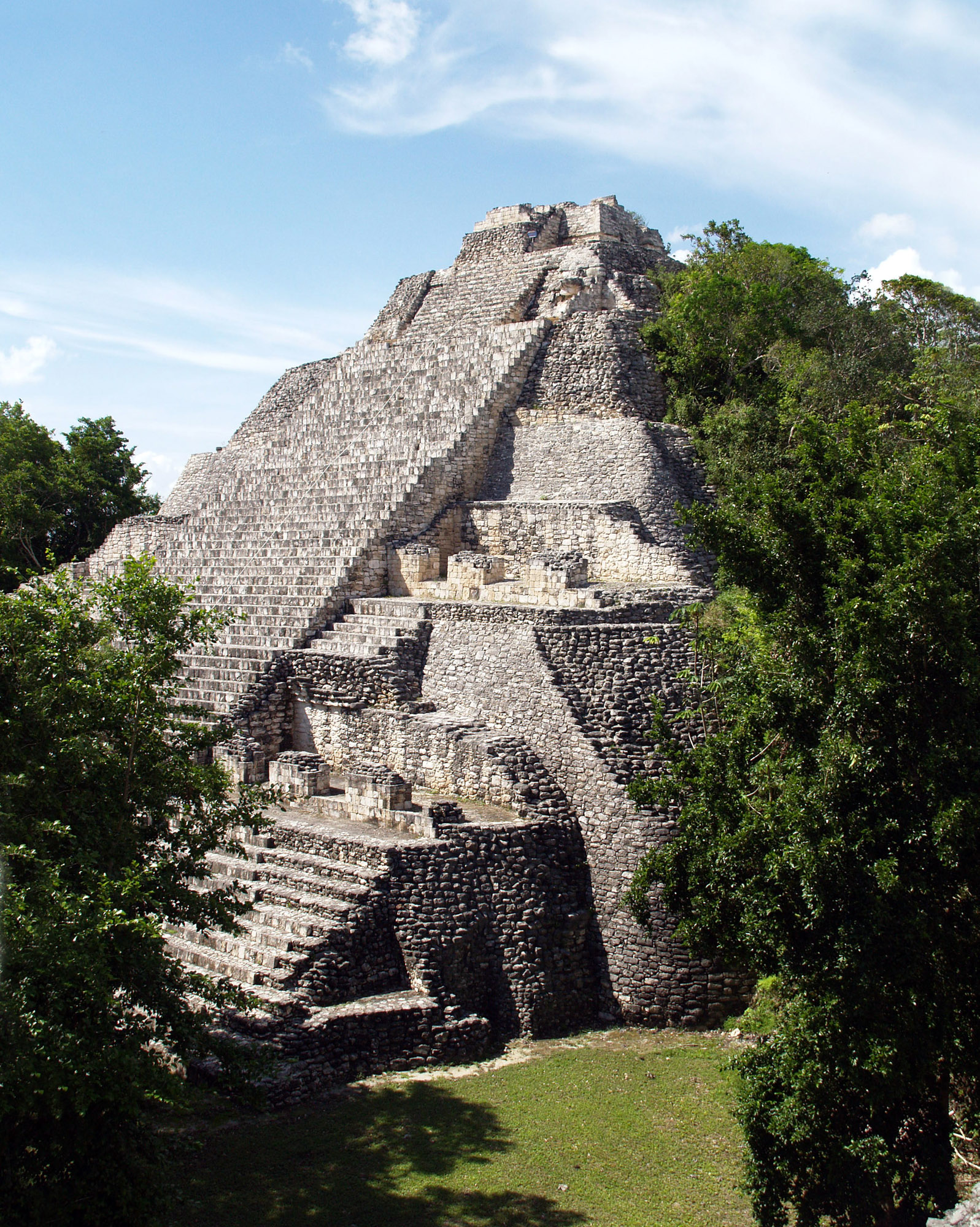
Gebäude IX in Becán

Becán ist eine archäologische Stätte und vormaliges Zentrum der Maya der präklassischen Periode. Sie befindet sich im mexikanischen Bundesstaat Campeche, im Zentrum der Yucatán-Halbinsel, 150 Kilometer nördlich von Tikal.
Der Name Becán bedeutet in Mayathan „Schlucht, von Wasser geformt“ und bezieht sich auf den umgebenden Graben, der einzigartig für eine Maya-Stätte ist. Der Ort wurde im Jahre 1934 von Karl Ruppert und John Denison erstmals wissenschaftlich beschrieben, welche auch für die Namengebung verantwortlich sind. Der historische Name ist unbekannt.

## Geschichte und Aufbau
Becán, das im Rio-Bec-Stil erbaut ist, war ein regionales religiöses und politisches Zentrum der Maya. Die ersten Nachweise menschlicher Besiedelung gehen ins Jahr 600 v. Chr. zurück. Die Blütezeit der Stadt war jedoch in den Jahren 600–1000, bewohnt war die Stadt bis etwa 1250.

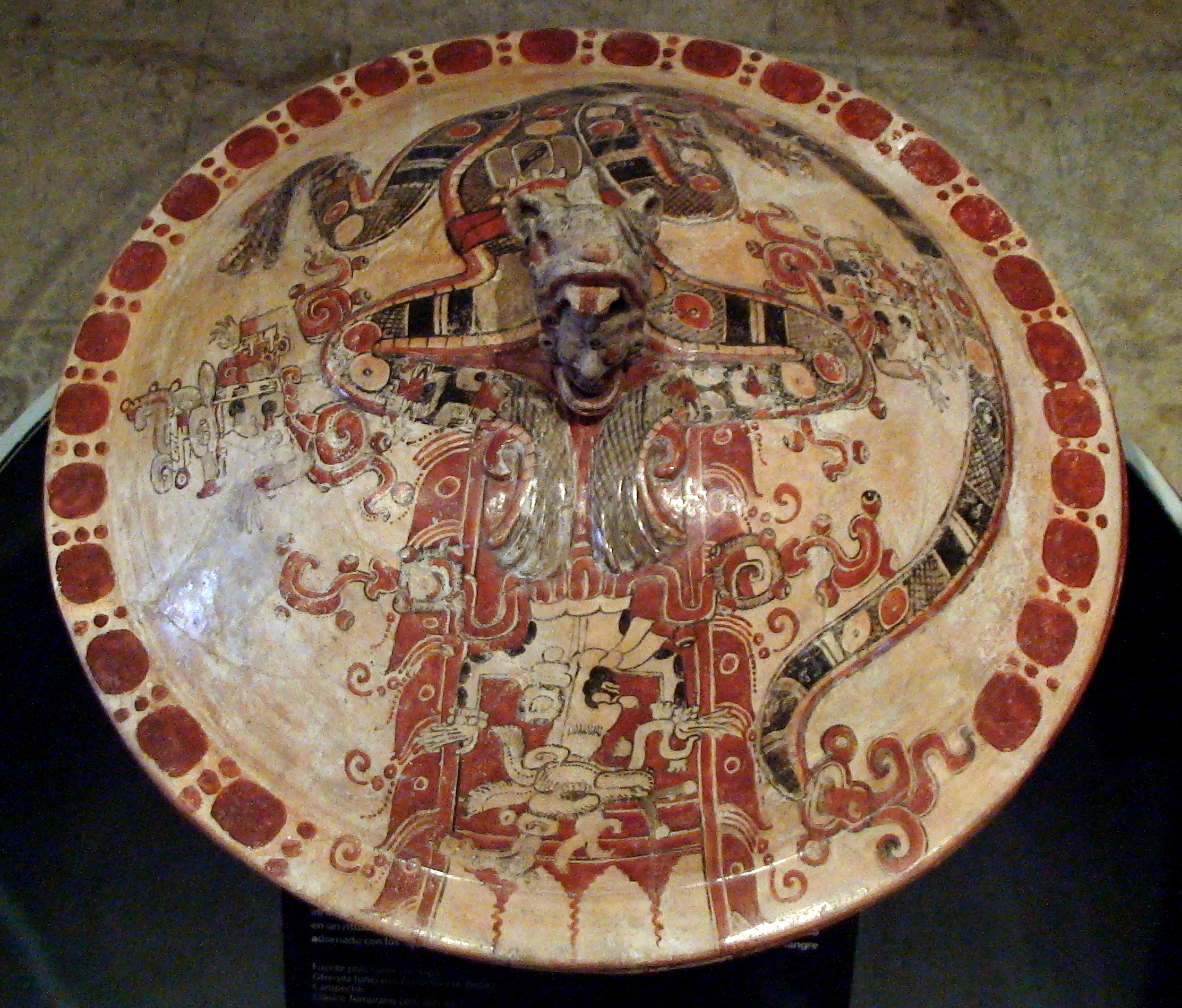
Bemalter Gefäßdeckel aus Becán

Die Stadt ist von einem Graben umgeben, der an sieben Stellen unterbrochen war. Er war damit kein wirksames militärisches Hindernis, oder wurde nicht als solches fertiggestellt. Der große Arbeitsaufwand für den Graben zeugt jedoch von einer strategisch wichtigen Lage im Zentrum der Halbinsel und möglicherweise von kontinuierlichen Auseinandersetzungen mit anderen Städten der Region. Der Graben könnte aber genauso gut als räumliche Trennung des inneren Areals mit den Monumentalbauten von den im Umkreis gelegenen Wohnstätten der einfachen Bevölkerung gedient haben.
In dem vom Graben umschlossenen Areal befinden sich mehrere Gruppen von Gebäuden, die um annähernd rechteckige Höfe oder Plätze angeordnet sind. Entsprechend dem Rio-Bec-Stil sind die großen Bauten zumeist Kombinationen von palastartigen Gebäuden mit zahlreichen Innenräumen und hohen seitlichen Türmen, die nicht begehbar waren.
Außerhalb des Grabens liegen vier größere Gebäudegruppen, die zumeist auch Stelen aufweisen, sowie eine große Zahl kleinerer auf einer Fläche von mindestens 72 ha.

## Südlicher Platz
Dieser Platz liegt am nächsten zum modernen Zugang. Er ist annähernd quadratisch und an allen Seiten von sehr unterschiedlichen Gebäuden umgeben. Nahe der Mitte befindet sich eine offensichtlich in später Zeit errichtete runde Altarplattform.

### Gebäude I

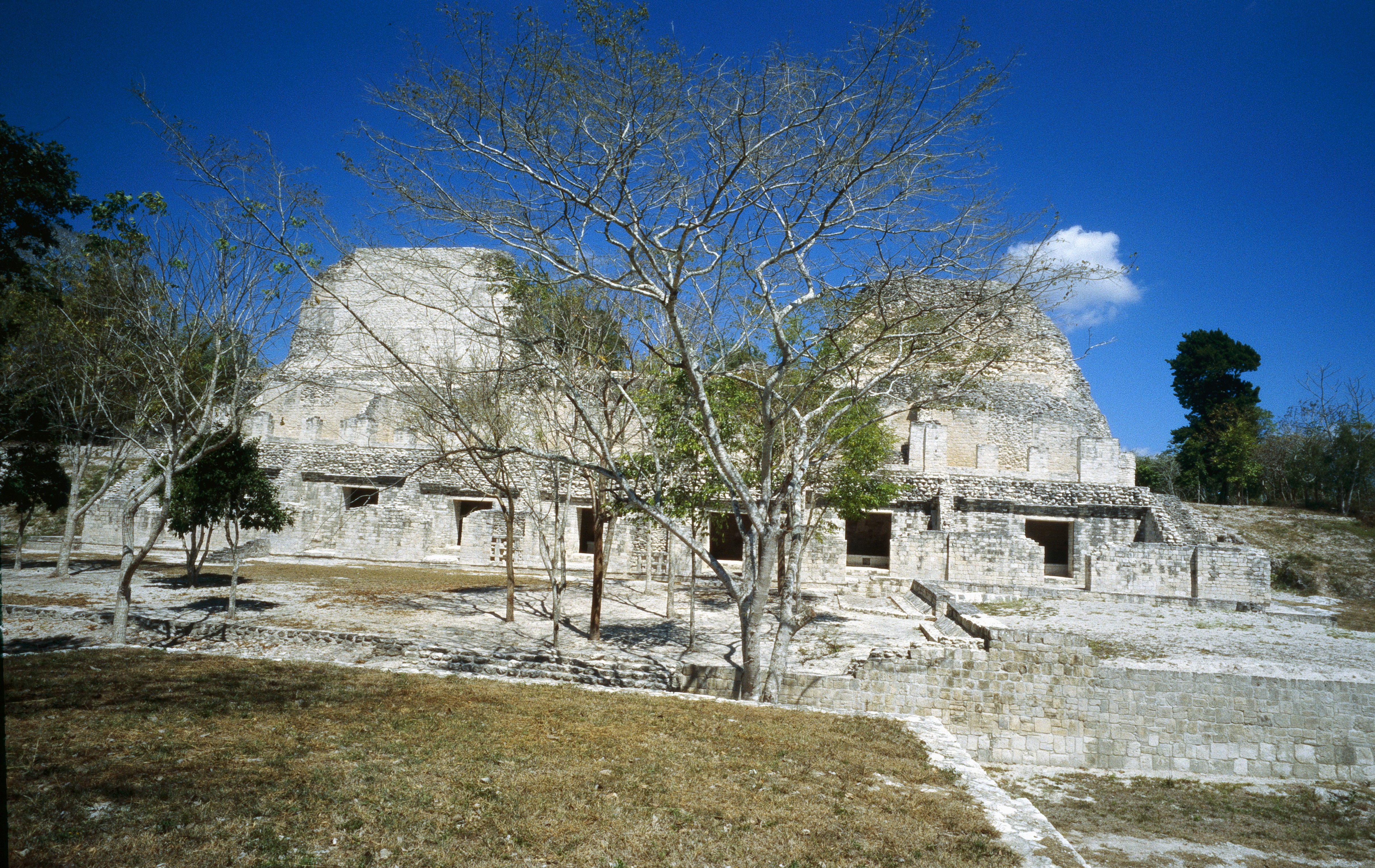
Gebäude I von Süden mit vorgelagerten Räumen

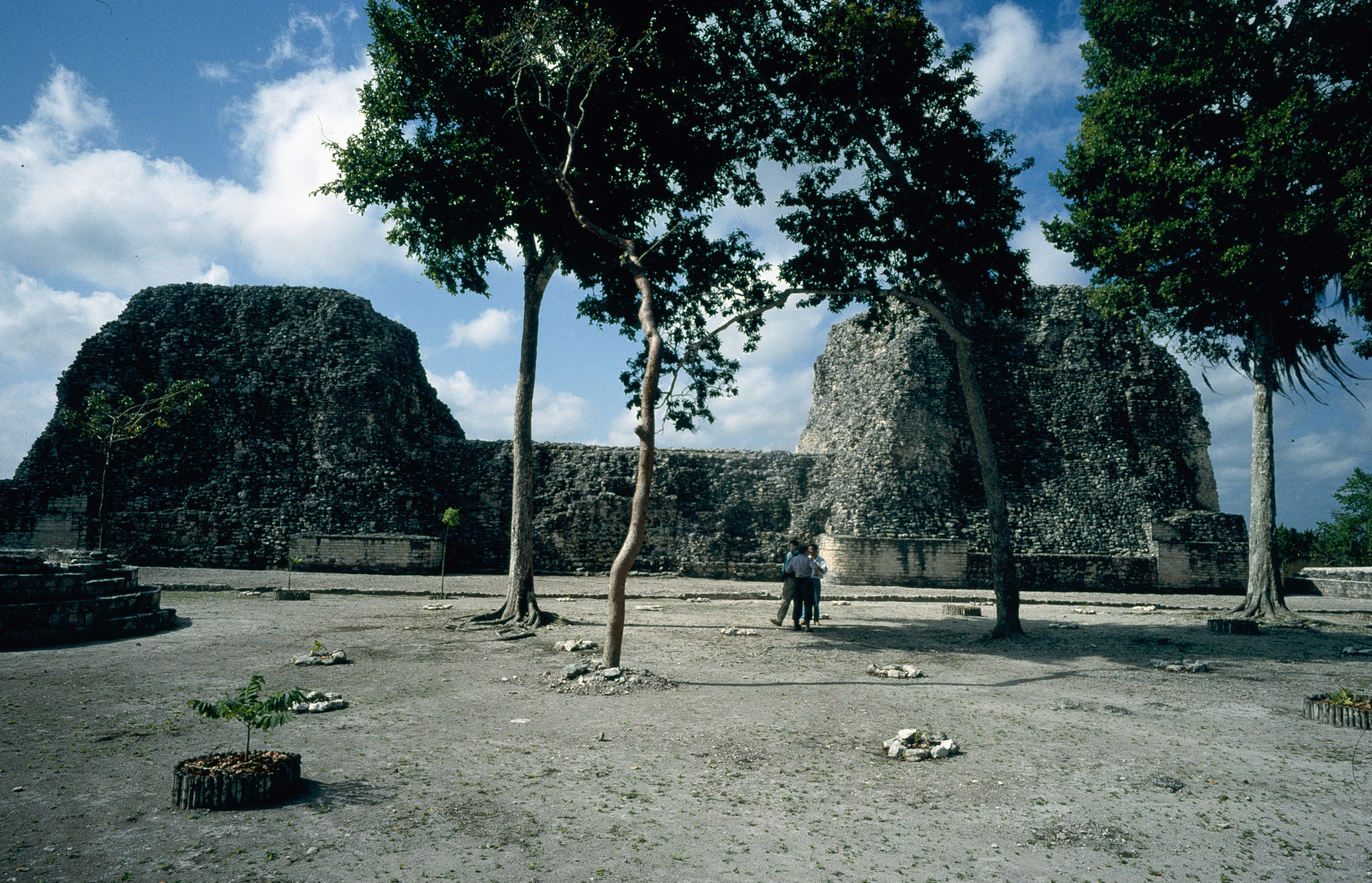
Gebäude I, die beiden Türme an der Nordseite

Das Gebäude ist eine recht unübliche Kombination einer breiten, über verschiedenen Niveaus angeordneten Anlage. Auf dem unteren Niveau sind zwei parallele Reihen von sieben Räumen anzutreffen, die nach Süden, nach außerhalb des Platzes orientiert sind. Ein quer verlaufender Raum an der Ostseite liegt neben einer winkelig gestalteten Innentreppe, die auf das Niveau des Platzes hinaufführt. Auf dem zweiten Niveau, gegenüber dem unteren um die Breite von dessen Räumen zurückgesetzt, finden sich wiederum zwei Reihen von diesmal fünf Räumen, ebenfalls nach Süden orientiert. Die Eingänge dieser Räume sind durch Mauerscheiben in jeweils drei Öffnungen geteilt. Errichtet wurde dieses Gebäudes im Späten Klassikum (730–830 n. Chr.). Die Rückseite des Gebäudes zum Platz hin wird von zwei ungewöhnlich massigen Türmen mit quadratischem Grundriss eingenommen, zwischen denen ein Mauerblock eine niedrigere Verbindung bildet. Dies war eine der letzten Baumaßnahmen in Becán zu Beginn des Endklassikums nach 800 n. Chr.
Am Übergang vom Endklassikum zum frühen Postklassikum wurde südlich vor dem Gebäude ein Anbau errichtet, der aus einem einfachen Wohngebäude bestand. Als Baumaterial wurden Elemente aus älteren Bauten wiederverwendet, das Dach war nicht mehr gemauert, sondern auf einem niedrigen Mauersockel aus Holz und Palmblättern gebildet. Etwas später entstand in der Nähe ein kleiner Tempel in ähnlicher Konstruktionsweise auf einer niedrigen, vierstufigen Pyramide.

### Gebäude II

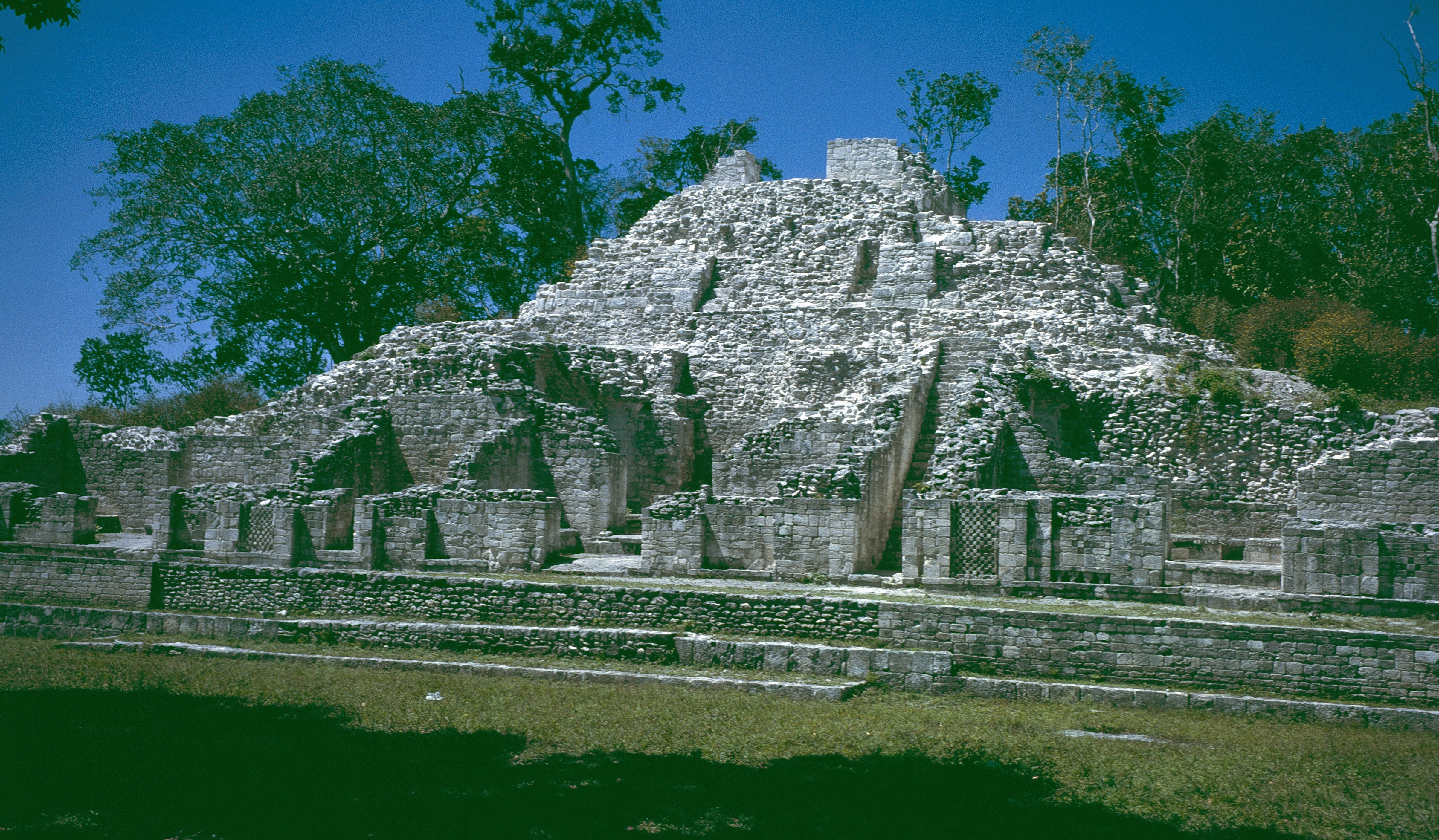
Gebäude II

Es handelt sich um ein an der Westseite des Platzes gelegenes, quadratisches Gebäude. Ausgegraben ist bisher nur der dem Platz zugewandte Teil: Hier verlaufen zwei Reihen von Räumen mit fünf Eingängen. Hinter den mittleren drei Räumen liegen weitere Räume. An der Fassade sind außerdem zwei schmale Eingänge zu beiden Seiten des mittleren Einganges sichtbar, von denen einer in einem kleineren Raum mündet, während sich hinter dem anderen eine innenliegende Treppe befindet, welche auf die zweite Ebene führt. Vom zweiten Niveau führen weitere Innentreppen zum dritten, auf dem ein Tempelbau steht, der nach Westen ausgerichtet ist.

### Gebäude III
Gegenüber dem Gebäude II, auf der Ostseite des Platzes, steht ein auf zwei Niveaus angeordnetes Gebäude. Auf dem unteren Niveau liegt eine einfache Reihe von Räumen, die dem Platz zugewandt sind. Es handelt sich bei jedem der beiden Gebäudeteile um zwei Räume, zwischen denen eine mehr oder weniger gut erhaltene Treppe zu einer vor den Räumen des oberen Niveaus verlaufenden Plattform führt, die ursprünglich auch das Dach der unteren Räume umfasste und entsprechend breit gewesen ist. Zwischen den Gebäudeteilen verläuft außerdem eine schmale, innenliegende Treppe zu demselben Niveau. An der nördlichen Schmalseite liegt ein weiterer Raum.

Auf dem zweiten Niveau weisen die beiden Gebäudeteile, die durch einen in Verlängerung der Innentreppe verlaufenden Gang getrennt sind, zwei Reihen von Räumen auf. Wohin der Gang führte, ist nicht mehr feststellbar. Der nördliche Bauteil umfasst sechs Räume, die alle von der Seite des Platzes zugänglich sind. Der südliche Bauteil hat nur fünf Räume, während der Platz des mittleren Raumes der vorderen Reihe von einem massiven Turm, mit der üblichen Scheintreppe, eingenommen wird. Durch den rechten Raum, den dahinter liegenden, den diesem benachbarten gelangt man zu einem weiteren Eingang, der auf eine, vermutlich östlich des Gebäudes auf der zweiten Ebene vorgelagerten, Plattform führte. Es ist anzunehmen, dass dort eine ähnliche Gestaltung wie auf der dem Hof zugewandten Seite existierte.

### Gebäude IV

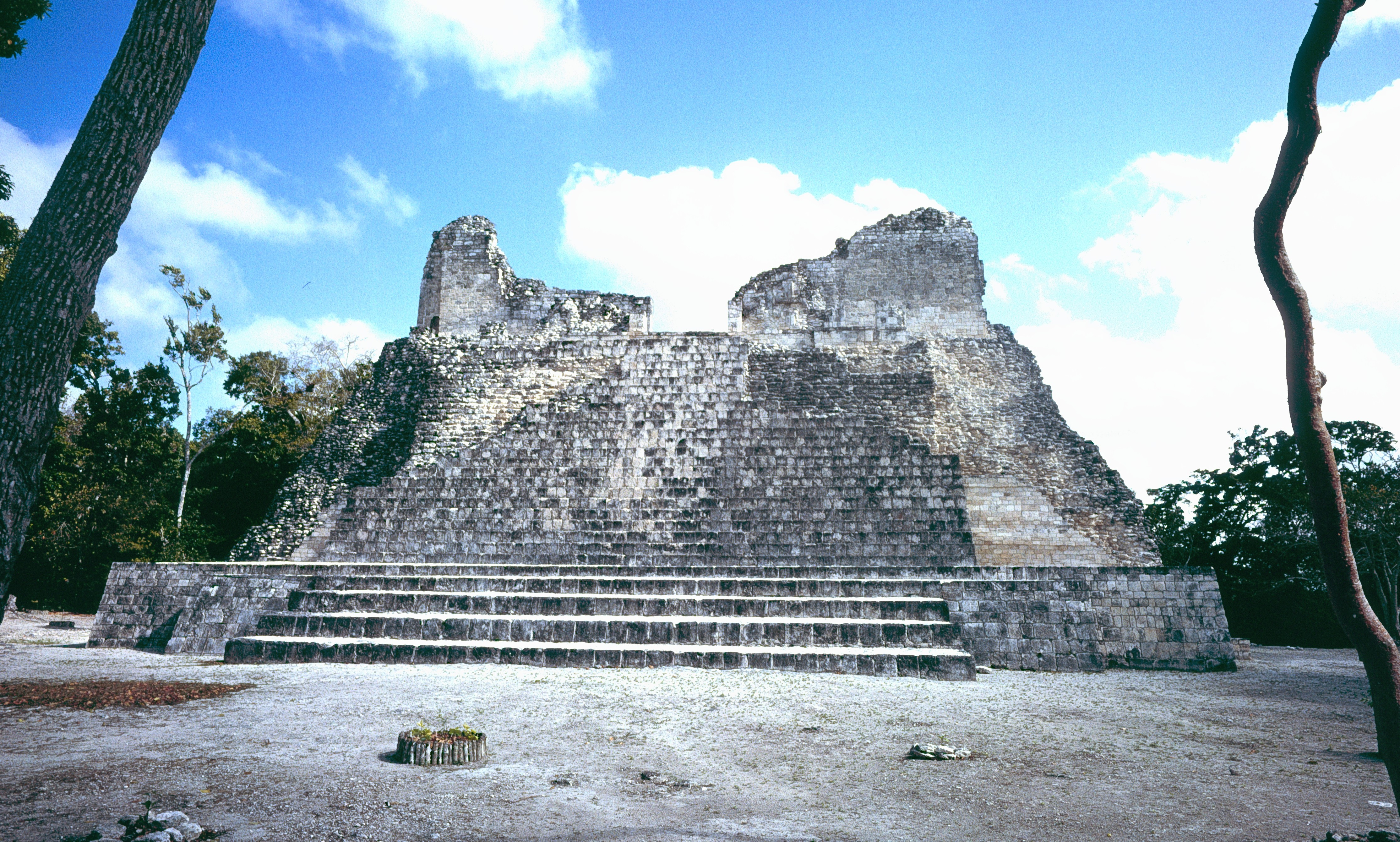
Gebäude IV, Südseite

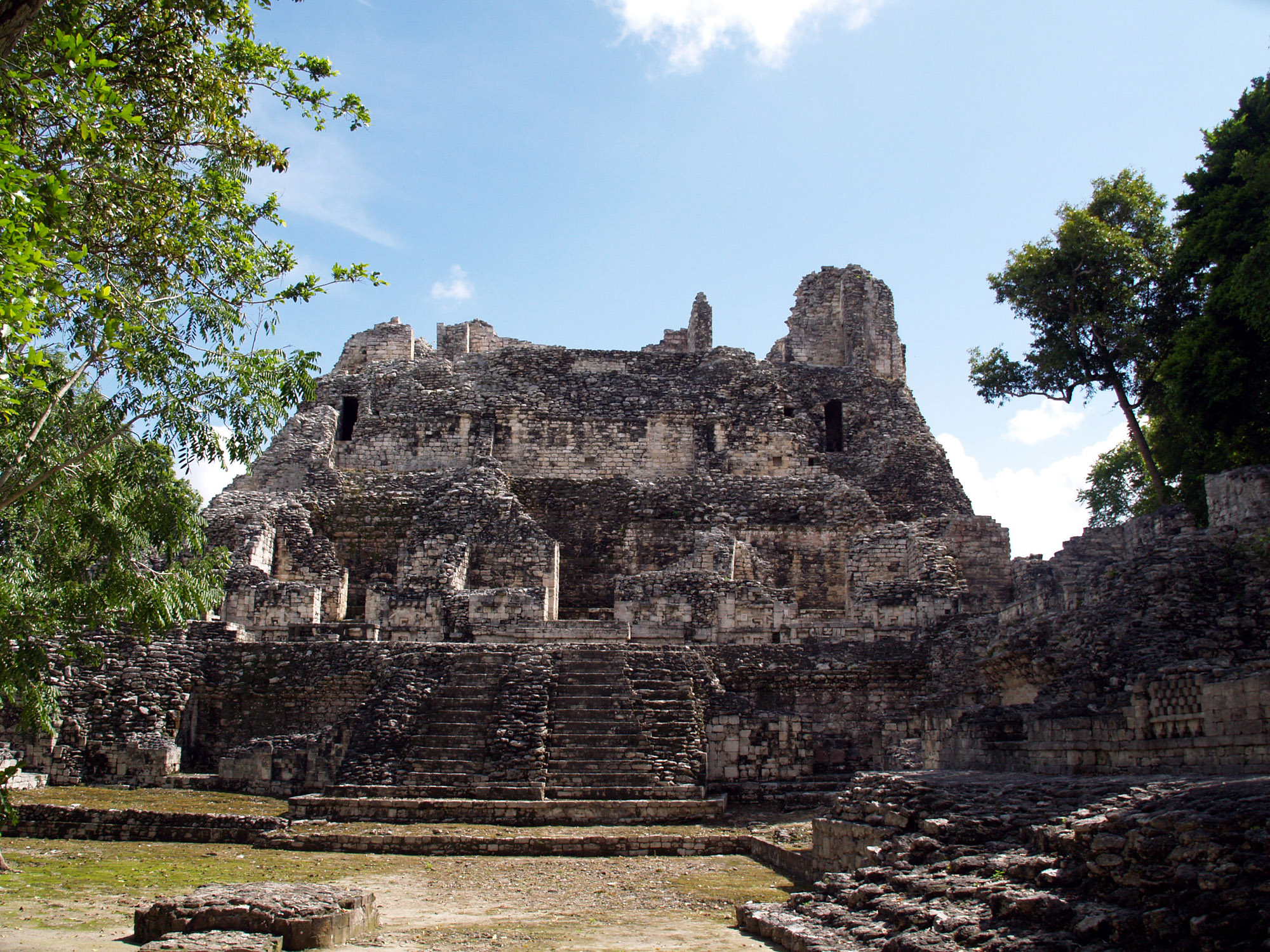
Gebäude IV, Nordseite

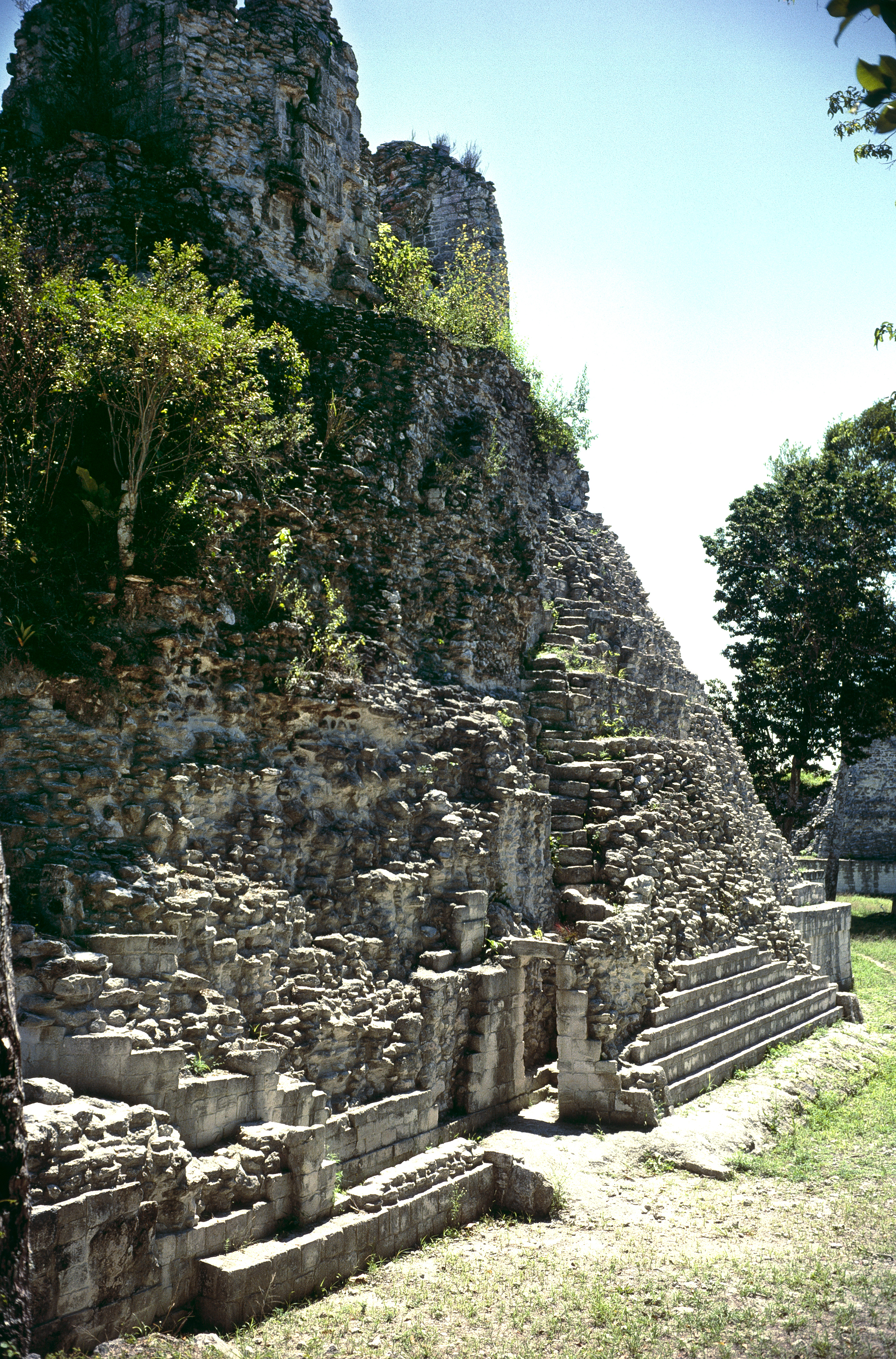
Gebäude IV, Westseite mit ursprünglich verdeckter Innentreppe unter der nicht besteigbaren Außentreppe

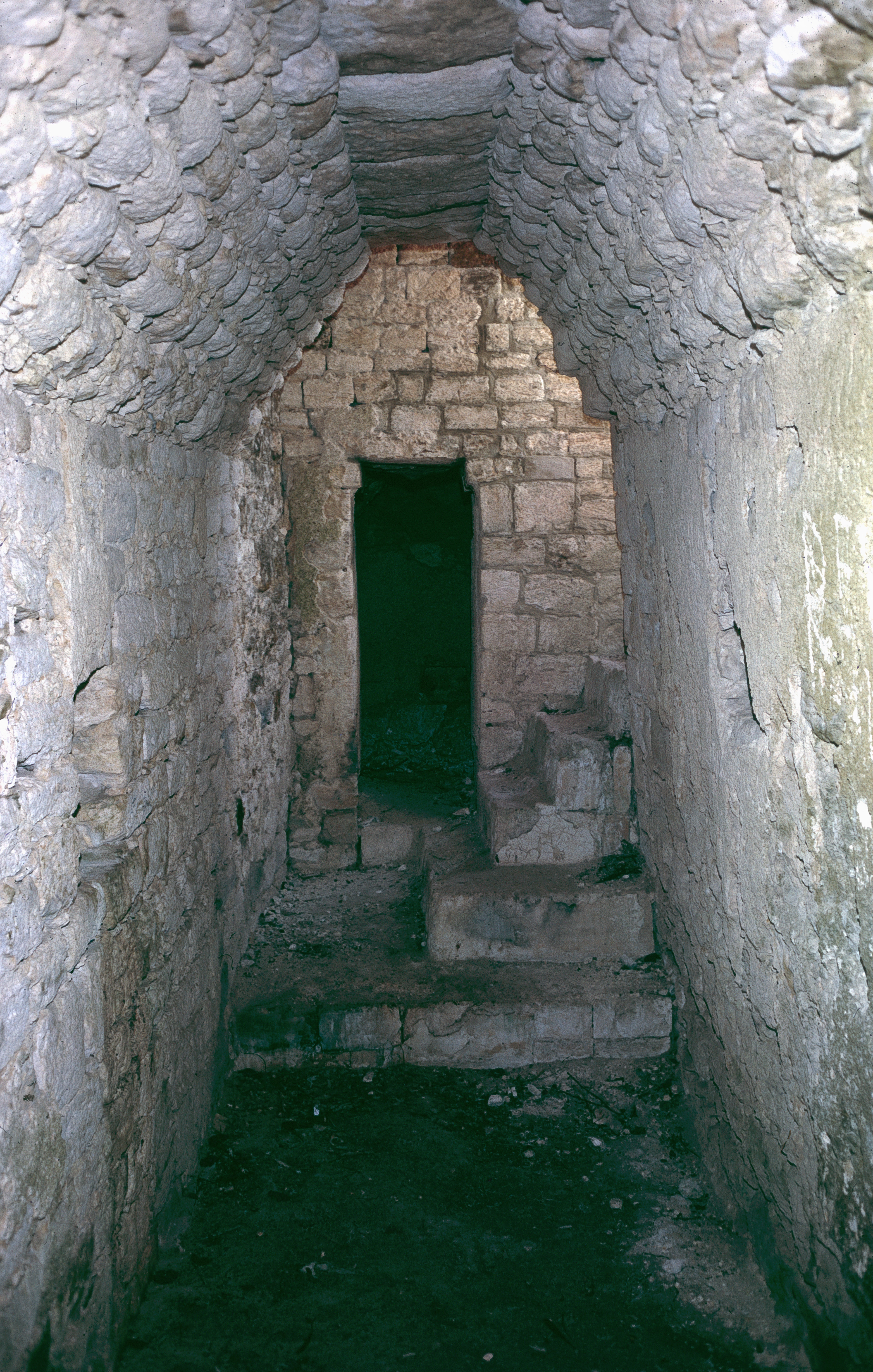
Gebäude IV, Innenräume und Treppen

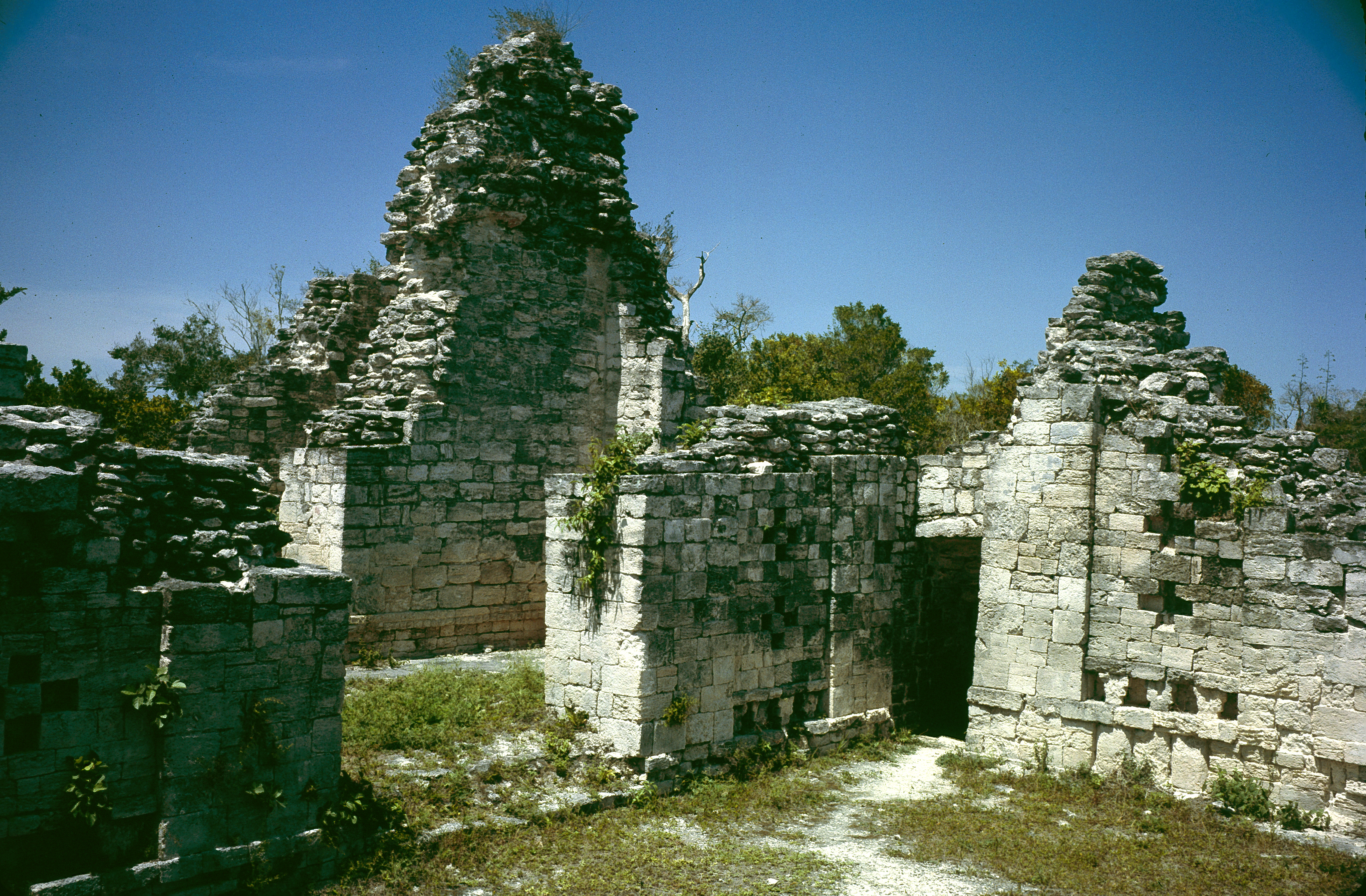
Gebäude IV, Hof auf dem höchsten Niveau, Eingang zu Innentreppe in der Mitte

Das komplexeste Gebäude von Becán und sicher eines der kompliziertesten des gesamten Mayagebietes, liegt an der Nordseite des Platzes, hatte aber Schauseiten nach allen vier Richtungen. Während es zum südlichen Platz hin den Eindruck eines hohen Tempelgebäudes erweckt, in das am oberen Ende der Treppe das charakteristische Schlangenmaulportal führt, ist es an der gegenüberliegenden Seite, im Norden, ein über mehrere Ebenen gestaffelter Palastbau. Die ursprünglich vorhandene Treppe und die Fassade sind nur mehr in kleinen Fragmenten erhalten.
Bemerkenswert ist vor allem, dass sich an der Spitze des pyramidenartigen Bauwerkes hinter dem Schlangenmauleingang kein Tempelraum befindet, sondern ein etwas tiefer gelegener Hof, von dem aus an allen vier Seiten Innenräume zugänglich sind. Zu diesem Innenhof gelangte man nicht nur über die monumentale Treppe im Süden, vom südlichen Hof aus, sondern auch durch mehrere Innentreppen vom nördlichen Palastteil und über eine sehr enge, verdeckt unter der steilen Scheintreppe auf der Westseite in leichten Schlangenlinien verlaufende Treppe, die in einer Nische eines der Seitenräume mündete.
Bei diesem Hof und den anschließenden Räumen sowie den Räumen der Nordseite auf drei Niveaus handelt es sich um die Residenz einer der lokalen Herrscherfamilien, in der ein sakraler Aspekt (betont durch den Schlangenmauleingang) mit dem eines repräsentativen Wohnquartiers geschickt verbunden waren. Grabungen haben nachgewiesen, dass sich im Inneren des massiven Gebäudekerns ein älteres Bauwerk verbirgt.

## Zentraler Platz
Nordwestlich des südlichen Platzes liegt ein weiterer Platz, der weniger geschlossen, aber erheblich größer ist. An ihm stehen sich die Gebäude VIII und X gegenüber, während die mit rund 32 Metern höchste Pyramide einen Teil der Nordseite einnimmt.

### Gebäude VIII

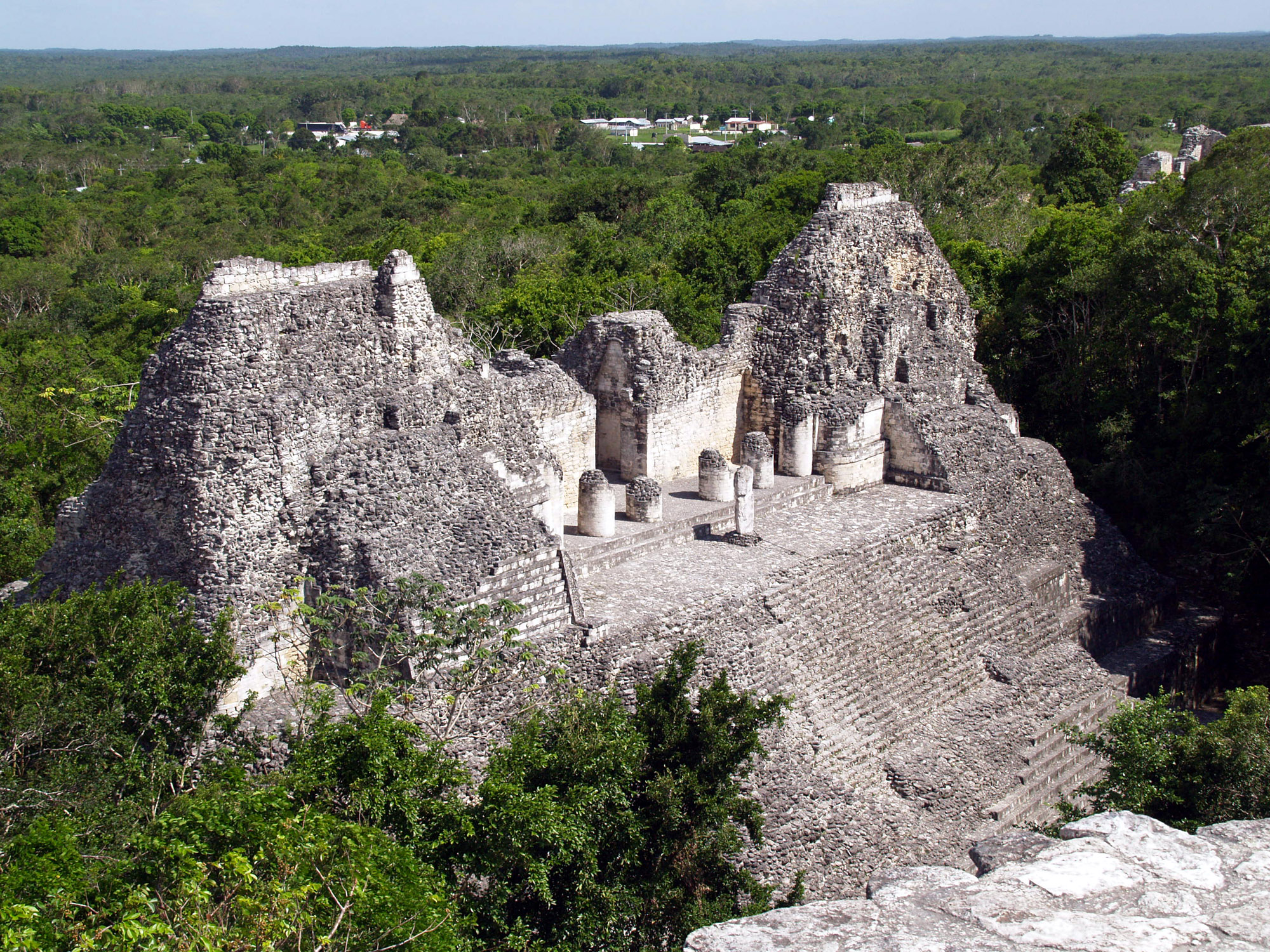
Gebäude VIII

Der Grundriss ist typisch für den Rio-Bec-Stil, allerdings weicht die hohe Lage auf einem großen, pyramidenartigen Unterbau vom Schema ebenso ab wie die Gestaltung des zentralen Eingangs mit gemauerten Pfeilern. Bemerkenswert sind die verborgenen Räume mit hohen Gewölben im Inneren, die durch einen niedrigen Zugang an der Südseite zu erreichen waren. Da die Wände dieser Räume nicht verputzt waren, nimmt man an, dass sie nur zum Zwecke der Materialersparnis und Gewichtsentlastung errichtet wurden, aber keinem anderen Zwecken dienten.
Die monumentale Außentreppe führt zu einer Plattform zwischen den Sockeln der beiden Türme mit Scheintreppen. Auf der Plattform steht – völlig unüblich – eine Stele. Dahinter liegt eine Art Säulenhalle, deren Front von sechs massiv gemauerten, dicken Säulen getragen wurde. Von diesem Raum führte ein breiter Durchgang durch zwei Räume auf die andere Seite des Gebäudes, zu einer ursprünglich breiten Plattform, die den Zugang zu den neben den Durchgangsräumen gelegenen, jeweils zwei Räumen auf beiden Seiten ermöglichte. Diese Räume sind ungewöhnlich lang. Von der Plattform führten auch Eingänge in quer gelagerte Räume an den beiden Enden. Von dem nördlichen Raum führte eine schmale, mehrfach abgeknickte Innentreppe in den nördlichen Turm hinein.

### Gebäude X

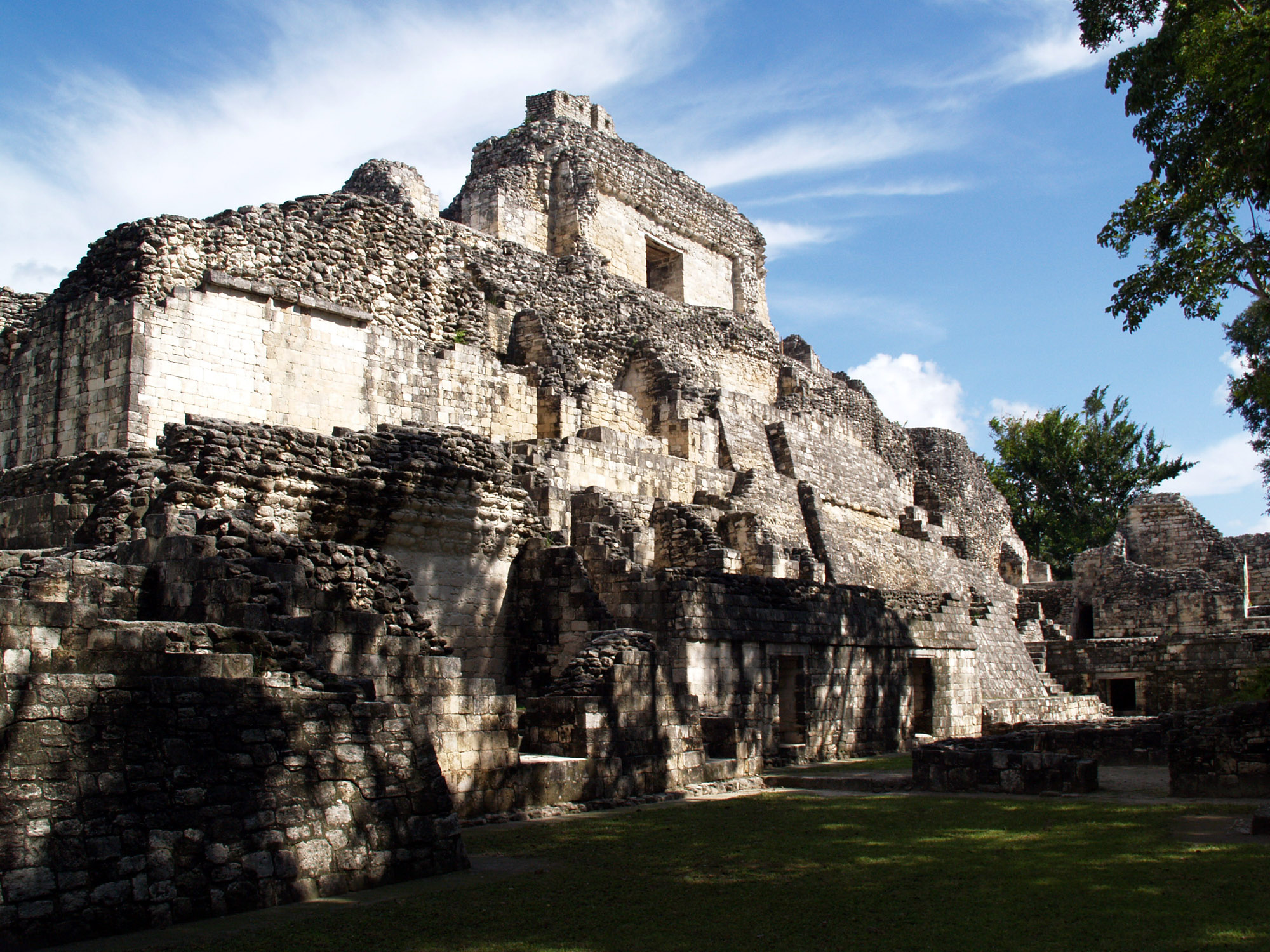
Gebäude X, Rückseite

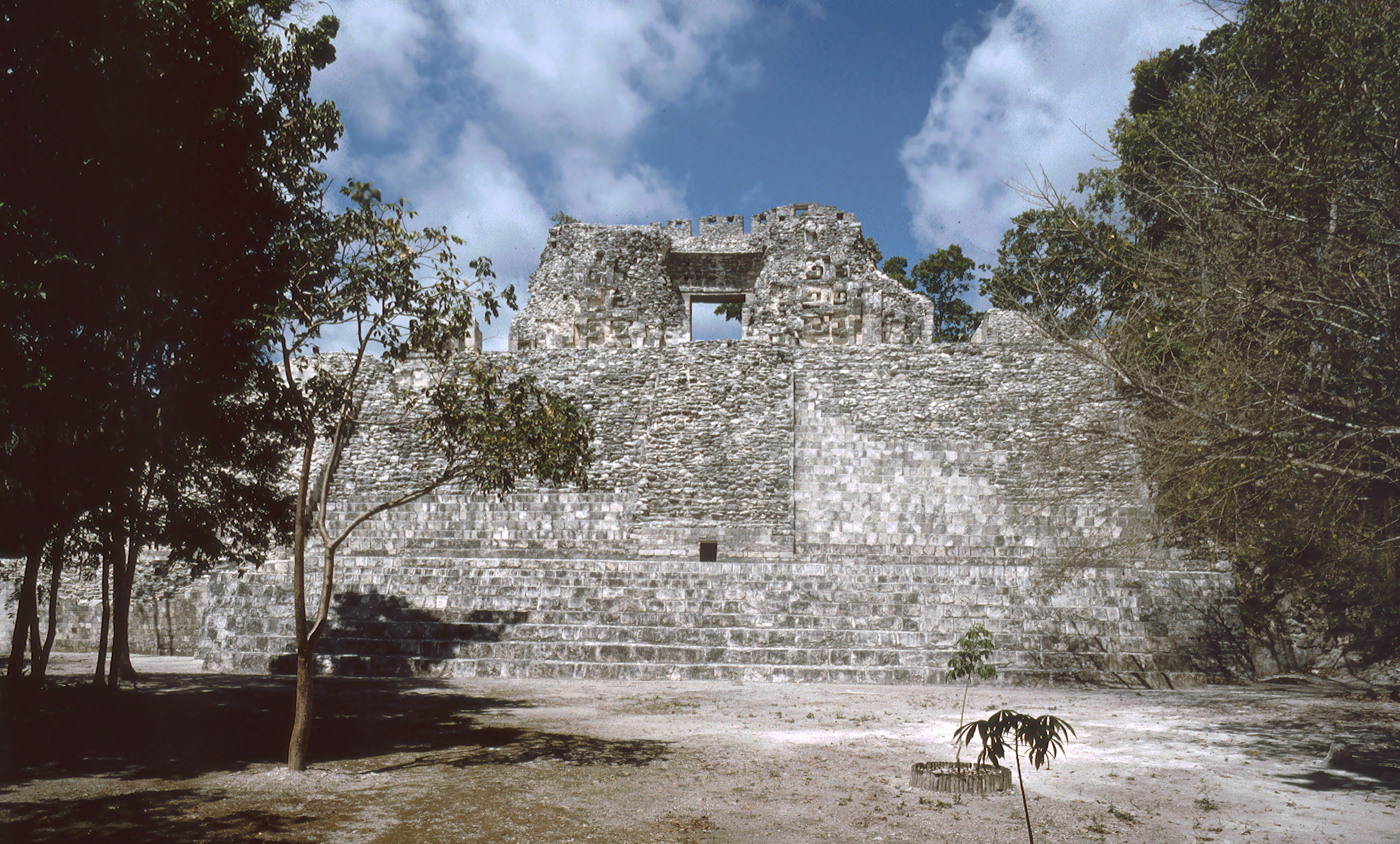
Gebäude X, Frontseite

Ähnlich dem Gebäude IV kombiniert auch dieses einen Palast mit einem sakralen Teil. Nach Osten, zum Platz hin, liegt nur eine breite, monumentale Treppe, die zu einem Eingang mit Schlangenmaul-Dekor führt. Zu beiden Seiten dieser Fassade ragen die üblichen Türme mit Scheintreppen auf. Auf der Rückseite, im Westen, befindet sich auch hier auf mehreren Ebenen ein verwirrendes Geflecht von Innenräumen, zu denen enge, ursprünglich zumeist innenliegende Treppen führten.
Nördlich und südlich schließen an den massiven Gebäudeteil zwei Höfe mit Räumen auf allen Seiten an. Diese Räume liegen auf Geländeniveau, nur jene, die an den zentralen Teil des Gebäudes anschließen, weisen ein erheblich höheres Niveau auf. Der Zugang zu den Höfen erfolgt durch überwölbte Durchgänge von außen.

### Pyramide IX
Die Konzeption dieses Bauwerks weicht vom Río-Bec-Stil ab und erinnert an Bauten weiter im Süden und Südwesten, beispielsweise Calakmul Struktur II. Zu beiden Seiten der großen Treppe liegen auf drei verschiedenen Ebenen kleine Raumeinheiten mit jeweils drei Eingängen. Vom eigentlichen Tempelgebäude an der Spitze sind nur geringe Reste erhalten.
Das Gebäude weist eine lange Baugeschichte auf. Zuerst wurde im späten Präklassikum (zwischen 100 v. Chr. und 250) eine Pyramide errichtet, die beinahe so hoch wie das gegenwärtige Gebäude war. Sie trug auf der Vorderseite beiderseits der Treppe die für diese Zeit charakteristischen großen Masken aus Stein und Stuck. Zu Beginn des Klassikums wurde auf der Spitze der Pyramide ein kleines Gebäude mit Innenraum errichtet. Im späten Klassikum wurde die gesamte Pyramide ummantelt und die Räume seitlich der zur selben Zeit errichteten Treppe erstellt.

Vor der Treppe steht die stark beschädigte und zerbrochene Stele 3, das einzige Steinmonument in Becán mit zumindest teilweise lesbarem Text.

### Ballspielplatz

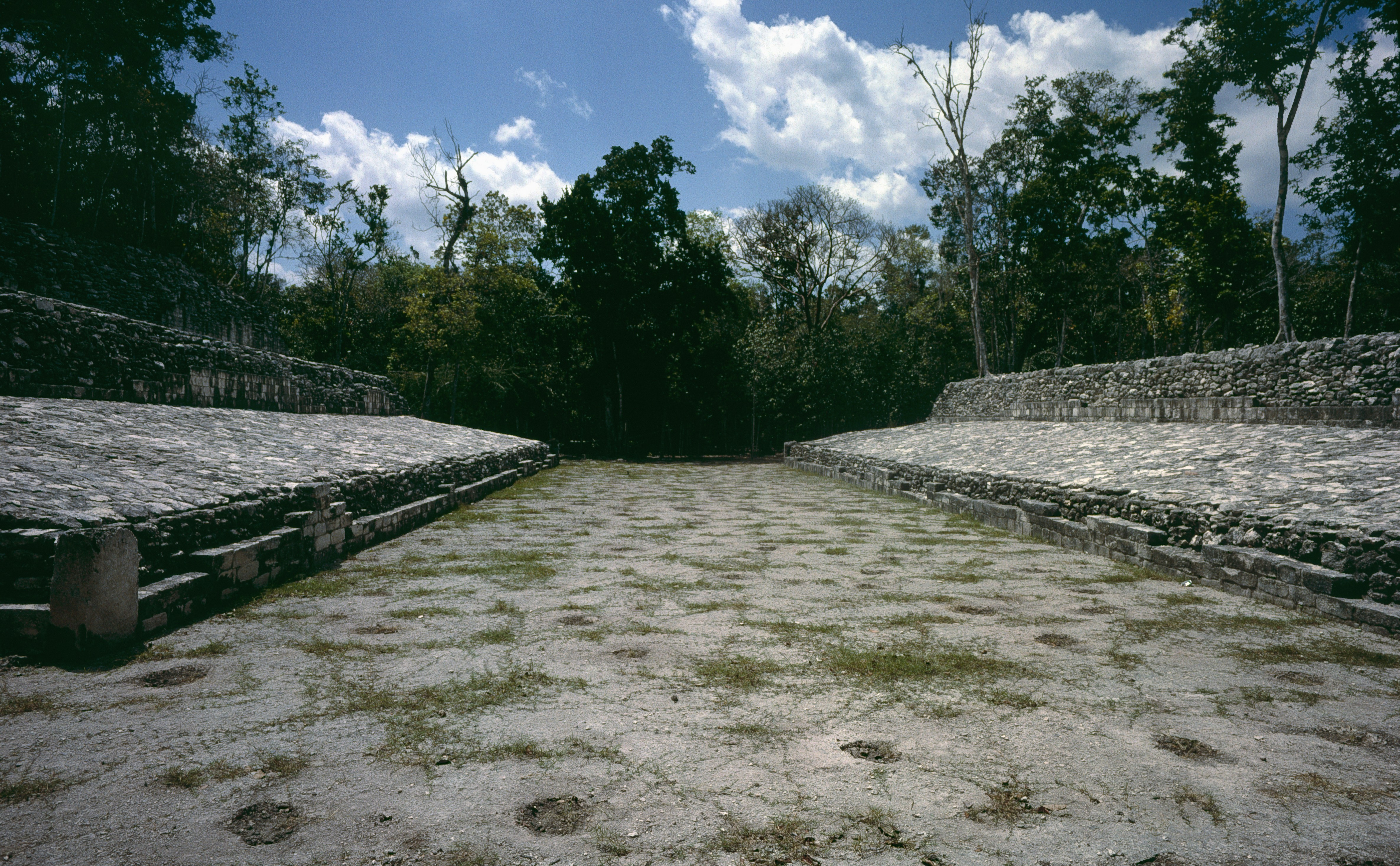
Ballspielplatz

Hinter dem Gebäude X liegt in nord-südlicher Ausrichtung der Ballspielplatz von Becán.

## Erforschung und Erschließung
Becán wurde in der wissenschaftlichen Literatur zuerst im Jahr 1934 von den Archäologen Karl Ruppert und John Denison beschrieben, die den Ort im Rahmen einer Expedition des Carnegie-Institutes, Washington, erkundet hatten. Diese etablierten auch den heutigen Namen. Von 1969 bis 1971 wurden Ausgrabungen unter Leitung von E. Wyllys Andrews IV vom Middle American Research Institute der Tulane University vorgenommen, die anschließend unter Leitung von Román Piña Chan durch das INAH fortgeführt wurden. Später war Ricardo Bueno für weitere Ausgrabungen verantwortlich. Heute sind die wichtigsten Strukturen restauriert und für den Tourismus zugänglich.

## Galerie

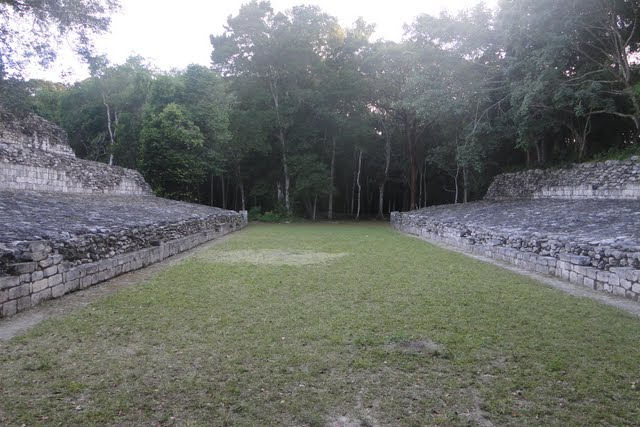
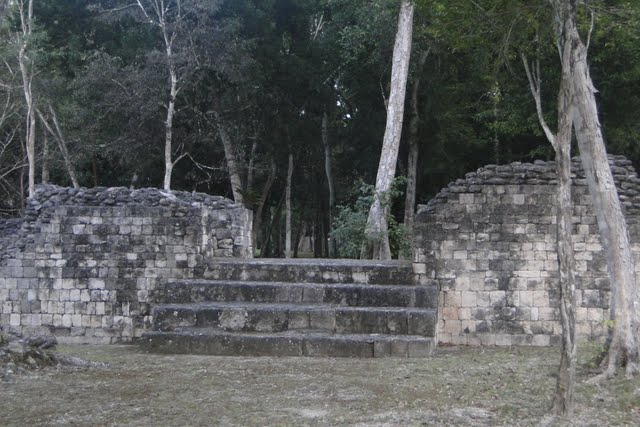
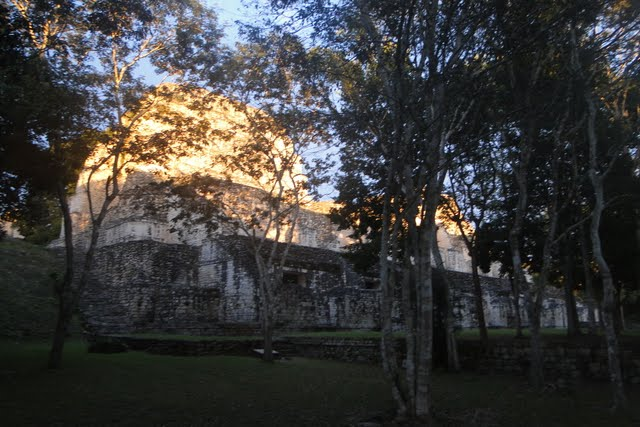
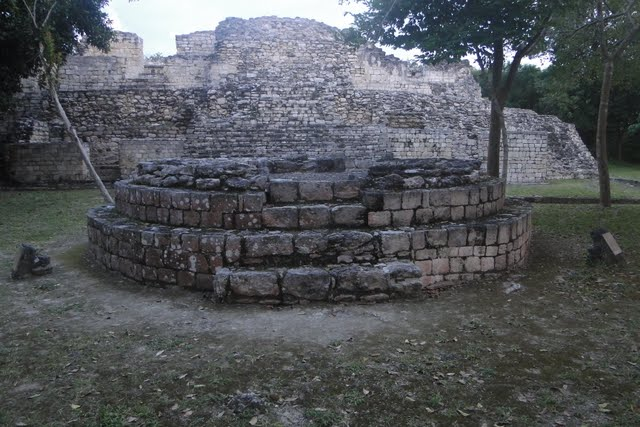
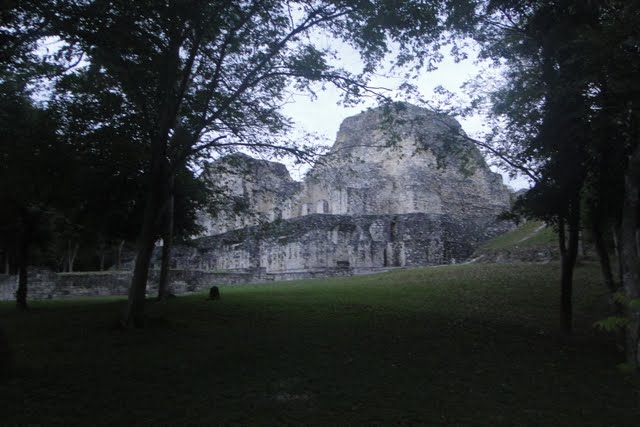